# Teisnach
Teisnach település Németországban, azon belül Bajorországban. Lakosainak száma 3014 fő (2023. december 31.). Teisnach Geiersthal, Böbrach, Regen, Zachenberg és Patersdorf községekkel határos.

## Népesség
| Lakosok száma | 933  | 2669 | 2537 | 2641 | 2788 | 2815 | 2928 | 2936 | 2990 | 3014 |
|               | 1875 | 1950 | 1975 | 1987 | 2012 | 2014 | 2016 | 2017 | 2021 | 2023 |